# Estación de Liège (Metro de París)
La estación de Liège (en español: Lieja) es una estación del metro de París situada en los límites de los distritos ocho y nueve, al norte de la capital. Pertenece a la línea 13. Por su historia y diseño es una de las más peculiares de la red.

## Historia
Fue inaugurada el 26 de febrero de 1911 por la Sociedad del ferrocarril eléctrico subterráneo Norte-Sur, habitualmente llamada Nord-Sud (Norte-Sur). Formaba parte del primer tramo de la línea B, una de las tres líneas gestionadas por esta empresa. Inicialmente se llamaba Berlín. Al principio de la Primera Guerra Mundial, el 2 de agosto de 1914, fue cerrada aunque fue reabierta cuatro meses después rebautizada como estación de Liège, al igual que la calle donde se encontraba, para conmemorar la resistencia de la ciudad belga frente a los alemanes durante la contienda.  
El 27 de marzo de 1931, tras la absorción de la compañía Norte-Sur, por la CMP, empresa que gestionaba el resto de la red y que más tarde se convertiría en la RATP, la estación pasó a integrarse en la línea 13. 
Otro mes de agosto, pero esta vez de 1939, la estación fue nuevamente cerrada. El inicio de la Segunda Guerra Mundial puso en marcha un plan de ahorro que llevó a cerrar un gran número de estaciones. Aunque casi todas reabrieron tras finalizar el conflicto armado, no fue el caso de la estación de Líège que considerada poco rentable se convirtió en una estación fantasma.
Esta situación se mantuvo hasta el 16 de septiembre de 1968, momento en el cual fue reabierta. Lo hizo a costa de un horario reducido: cerraba a las 20h00, y no ofrecía servicio ni los domingos ni los festivos. Sin embargo, la evolución sociológica del barrio, unido al hecho de que Liège era la única estación de la red con horario reducido (la estación de Rennes, también de horario reducido, había dejado de serlo en 2004), llevaron a los vecinos a quejarse ante las autoridades locales, culminando la protesta en una manifestación el 9 de marzo de 2006. Finalmente, el 5 de abril de 2006, el organismo competente decidió suprimir el horario reducido.

## Descripción

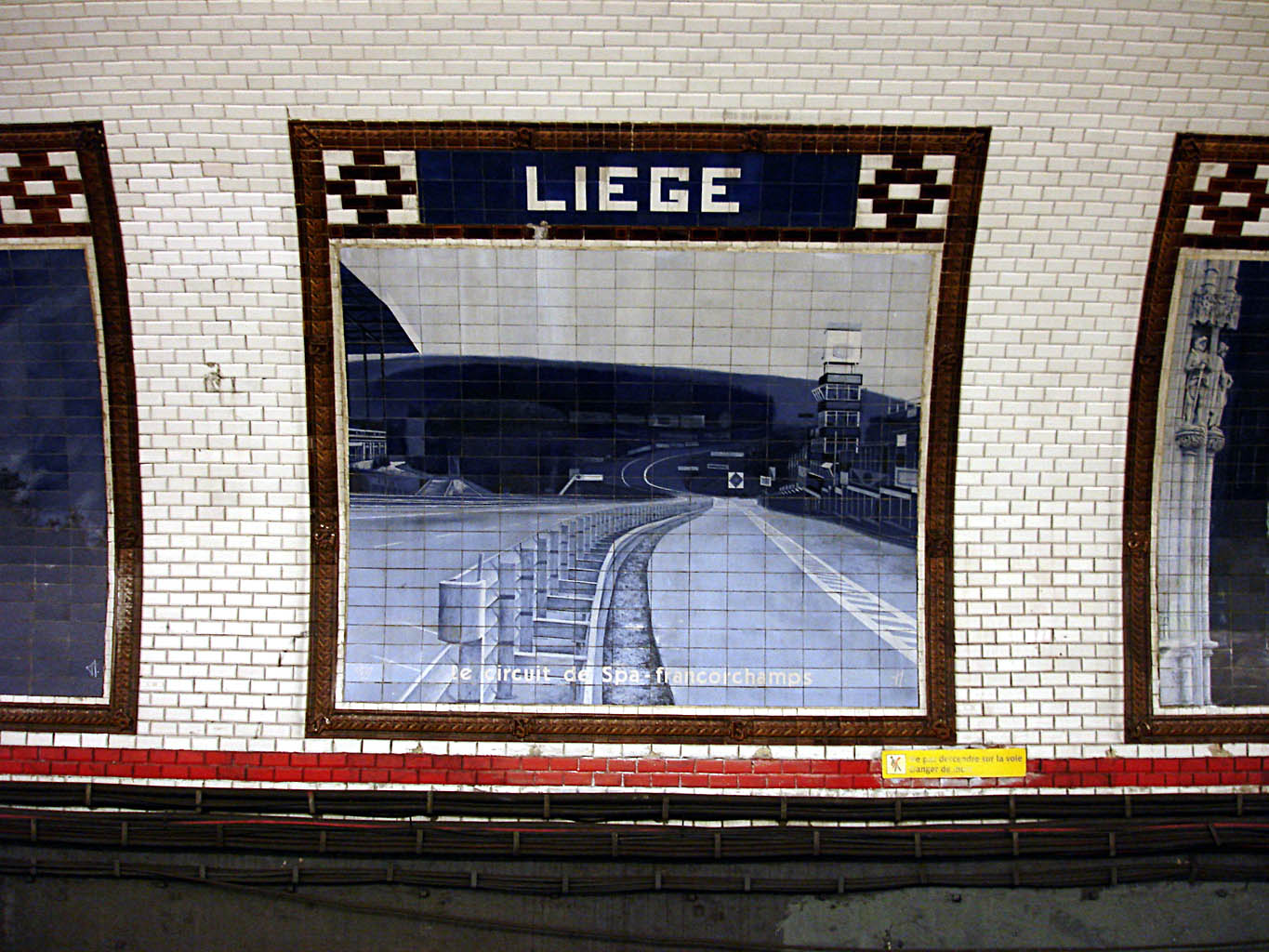
Uno de los murales con una representación del circuito belga de Spa.

La estación se compone de dos vías, una en cada sentido y de dos andenes laterales que tienen la particularidad de no encontrarse frente a frente. En la red sólo la estación de Commerce, en la línea 8, muestra la misma disposición. Todo ello se debe a la estrechez de la calle de Ámsterdam, que no permite construir una estación siguiendo el diseño habitual. Los dos andenes están separados por escasos metros, de hecho desde uno de ellos se puede ver perfectamente, al fondo del túnel el otro.
De aspecto clásico, debe su decoración inicial a su creadora, la compañía Nord-Sud. De ahí el característico diseño del nombre de la estación con azulejos blancos y azules y un contorno marrón donde se puede apreciar las letras N y S entrelazadas formando las siglas de la empresa. Ese contorno se repite en los paneles publicitarios y en la parte baja de la estación. 
En 1982, y en el marco de los intercambios culturales entre Francia y Bélgica, se le dotó de una nueva decoración. De esta forma se sustituyó la publicidad que se encontraba frente a los andenes por representaciones de paisajes y monumentos de la provincia de Lieja realizadas con cerámica de Welkenraedt. En total, son 18 los murales que se pueden contemplar, nueve en cada lado. El conjunto se completa con dos escudos: el de la ciudad y el de la provincia de Lieja que se encuentran en la parte superior de la entrada de los túneles.

## Accesos
La estación sólo dispone de un acceso, situado en el n.º 21 de la rue de Liège.